# سیارک ۳۹۷۳
سیارک ۳۹۷۳ (به انگلیسی: 3973 Ogilvie، نامگذاری:1981UC1) سه هزار و نهصد و هفتاد و سومین سیارک کشف شده‌است که در ۳۰ اکتبر ۱۹۸۱ کشف شد.
قدر مطلق سیارک برابر ۱۳٫۱۰ است.